# Azuré du mimosa
Azanus jesous
Espèce
L'Azuré du mimosa (Azanus jesous) est un papillon de la famille des Lycénidés (sous-famille des Polyommatinae).

## Dénominations
Azanus jesous (Guérin-Méneville, 1849)
Synonymes : Polyommatus jesous (Guérin-Méneville, 1849).

### Noms vernaculaires
Il se nomme en anglais African Babul Blue ou Topaz-spotted Blue.

## Description
C'est un petit papillon qui présente un dimorphisme sexuel : le dessus du mâle est violine clair, celui de la femelle est ocre, avec une frange blanche en damiers.
Le revers est ocre pâle à stries blanchâtres orné de lignes sub marginales de points noirs.

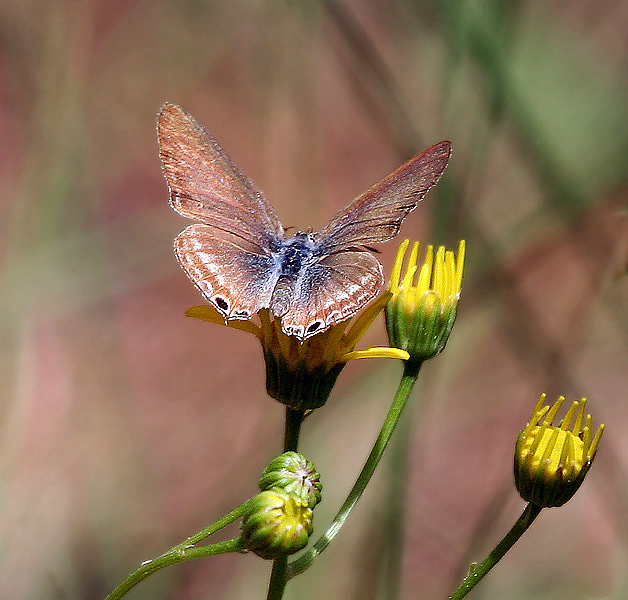
le dessus dAzanus jesous

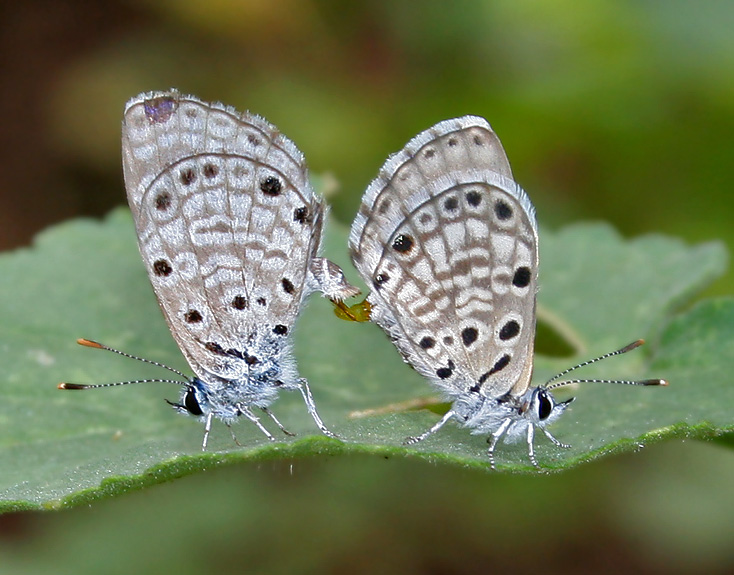
accouplement

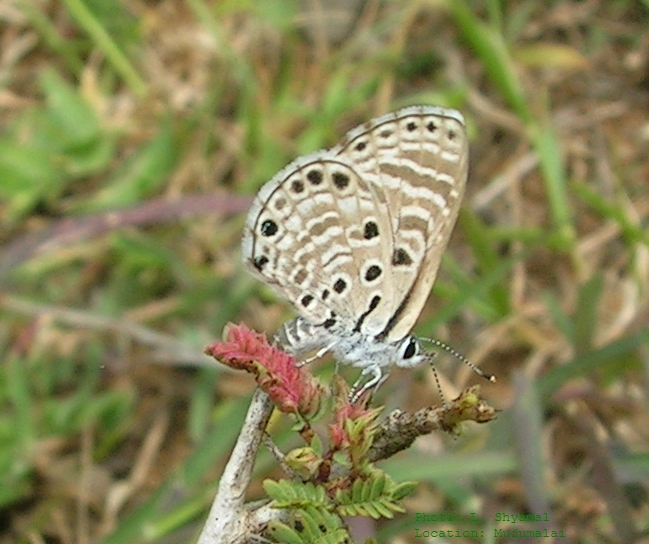
Azanus jesous pondant sur une Mimosa pudica
à Mudumalai

## Biologie

### Période de vol et hivernation
Il est multivoltin, au minimum trivoltin.
Serait migrateur en Arabie saoudite.

### Plantes hôtes
Ses plantes hôtes sont des acacias, Acacia arabica Acacia catechu, Acacia ethaïca, Acacia gummifera, Acacia senegal, Acacia karroo, qui poussent dans des zones arides,.

## Écologie et distribution
Il est présent au Maroc, en Afrique, au Moyen-Orient et dans le sud de l'Asie (Inde, Birmanie).

### Biotope
Il habite les zones sèches et très exposées au soleil.

### Protection
Pas de statut de protection particulier.

## Annexes

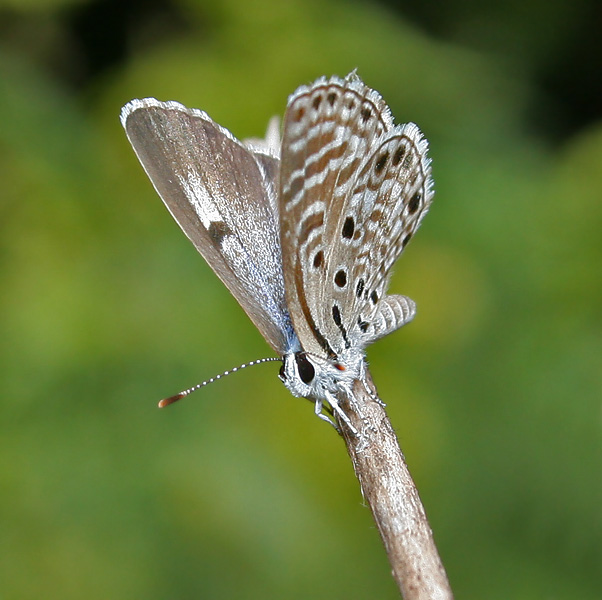
Azanus jesous photographié en Inde